# Meranoplus armatus
Meranoplus armatus is een mierensoort uit de onderfamilie van de Myrmicinae. De wetenschappelijke naam van de soort is voor het eerst geldig gepubliceerd in 1862 door Frederick Smith. De soort werd aangetroffen op Sumatra.